# Liliane Klein-Lieber
Liliane Klein née Lieber le 2 juin 1924 à Strasbourg et morte le 8 juillet 2020 à Paris, est une résistante et militante associative française, membre notamment des Éclaireuses et Éclaireurs israélites de France.

## Biographie
Liliane Klein-Lieber est la fille cadette de Germaine Lieber, née Wormser, et de Ernest Lieber. Ses parents et sa famille sont des juifs pratiquants originaires d’Alsace.
À l’âge de sept ans, en 1931, ses parents l’inscrivent dans le scoutisme israélite, dont les sections féminines font partie de la Fédération Française des Éclaireuses (FFE), alors que la direction de l'éducation spirituelle est assurée par les Éclaireurs israélites de France (EIF). Elle est petite aile de la section Le Liban à Strasbourg. Ce mouvement devient dès lors sa « seconde famille naturelle ».
En 2021, sous l'impulsion de Abu et Savannah, membres des EEIF, un groupe local EEIF basé dans le 12e arrondissement est créé sous le nom de "Liliane Klein-Lieber" en sa mémoire.

### Début de la seconde guerre mondiale
Le 3 septembre 1939, Strasbourg est évacuée à la suite de la déclaration de la guerre. Liliane Klein-Lieber quitte Strasbourg avec sa sœur et sa mère pour se réfugier à Vichy. Son père, marchand de grains, est réquisitionné pour ravitailler les troupes occupantes et reste à Strasbourg.
Elle s'installe alors dans une maison à Vichy avec sa mère, sa sœur et des amies strasbourgeoises. Elle poursuit sa scolarité au collège de Cusset. Elle poursuit son engagement d'éclaireuse et rejoint un groupe israélite qui se crée autour d'une synagogue de Vichy. Elle est totémisée « Luciole ». Pendant l’année 1940, elle participe avec d’autres jeunes à l’accueil des nombreuses personnes arrivant à Vichy à la suite de l’Exode.
Sa sœur, Jacqueline, rejoint l’Afrique du Nord avec son mari André Elkabbach au début de l’année 1941. A la fin de l'année 1941, elle et sa mère sont contraintes de quitter Vichy. En décembre, elles rejoignent Grenoble, où elles ont de la famille.

#### Résistante dans le réseau clandestinLa Sixième
En août 1942, à la suite de la fuite d’informations concernant l’organisation d’importantes rafles programmées pour le 26 août en zone sud, Liliane Klein-Lieber est recrutée par Robert Gamzon, pour participer à la création du réseau clandestin juif, dit La Sixième. Ce réseau organise la mise en sécurité et le suivi d’enfants et d’adolescents juifs. Liliane Klein-Lieber passe par la maison des enfants de Moissac, un des principaux abris pour enfants juifs pendant la guerre, puis est affectée à la zone de Grenoble sous son nom de résistante : Lyne Leclerc,,,.
En contact avec le réseau Garel de l'OSE, elle participe jusqu'en 1944 à cacher des adolescents, à leur trouver des planques et des faux papiers, à les ravitailler et les habiller,,,. En tant qu’« assistante sociale », nom donné aux membres du réseau chargés de suivre les enfants, elle veille à visiter régulièrement les jeunes qu'elle suit et les aide à préserver leur identité juive. Elle organise des rencontres hebdomadaires le dimanche après-midi pour entretenir un lien amical voir affectueux avec eux. Elle participe également à l'organisation d'un séjour de vacances au ski près de Grenoble pour les enfants cachés durant l'hiver 1943-1944.
Dans le cadre de sa participation à la Résistance française, elle mène également plusieurs convois d'adolescents de moins de 16 ans jusqu'à Annemasse pour les faire passer en Suisse grâce au réseau de Georges Loinger, dont un groupe sauvé du camp de Rivesaltes par Andrée Salomon. Dans ses activités de résistance, elle est en contact avec d'autres éclaireuses ou cheftaines de la Fédération Française des Eclaireuses, dont Isaure Luzet.
Au printemps 1944, elle quitte Grenoble avec sa mère et passe clandestinement en Suisse pour s'installer chez leur famille à Genève. Dès la libération de la Haute-Savoie en septembre 1944, elle retourne en France pour aider les enfants cachés à retrouver leur famille, et garde toute sa vie des liens étroits avec certains d'entre eux.

### L'après-guerre
Après la libération, Liliane Klein-Lieber rejoint Paris, obtient le baccalauréat en sessions spéciales et effectue une formation en secrétariat.
En décembre 1944 elle épouse Théo Klein, membre du réseau La Sixième, futur avocat et président du Conseil représentatif des institutions juives de France (CRIF),. Le couple a trois garçons, avant de se séparer.

#### Militante associative
En 1950, Liliane Klein-Lieber est représentante du Scoutisme français féminin auprès de l'UNESCO,.
Au début des années 1960, elle est contactée par trois anciennes éclaireuses israélites : Jacqueline Lévy-Willard, Micheline Trèves et Aline Munnich. Ensemble, elles créent la Coopération féminine, mouvement de femmes bénévoles au sein de la communauté juive avec le soutien du Fonds Social Juif Unifié (FSJU). Liliane Klein-Lieber en assume la présidence de 1988 à juin 2003. Parmi les nombreuses activités menées par la Coopération féminine, elles créent en 1991 un Établissement et service d'aide par le travail (ESAT : Les ateliers de la Coopération) pour handicapés mentaux légers.
Elle participe, en 1979, à la création du Centre national du volontariat (CNV) avec Jacqueline Cousté.
Ses différents engagements l'amènent à siéger au Conseil National des Femmes Françaises,.
Elle contribue à la création de l'Association des Anciens Enfants Cachés en 1991, qui vise à réunir des personnes d'origine juive ayant été enfants durant la Seconde Guerre Mondiale. Elle en assumera la présidence dans les années 2000. Elle est aussi membre active au sein de l'association des "Anciens de la Résistance Juive en France" (ARJF),.
Elle participe aux comités scientifiques du Mémorial de la Shoah et du projet Mémoires de la Shoah (2005-2006) de l'INA et de la Fondation pour la Mémoire de la Shoah.
Jusqu'à la fin de sa vie, elle apporte son témoignage dans de nombreuses circonstances sur la Seconde Guerre mondiale, la Shoah et la Résistance.
Elle meurt le 8 juillet 2020 à Paris à l’âge de 96 ans,.

## Distinctions et hommages
Elle a reçu les distinctions suivantes :
- Chevalière de la Légion d'honneur
- Croix du combattant volontaire de la Résistance
- Médaille de vermeil de la Ville de Paris
- Lion de Bronze (2006) pour son engagement au service du mouvement des éclaireuses et éclaireurs israélites de France.

Une plaque en son honneur a été inaugurée au square Moncey à Paris, le 5 juillet 2021.

## Publications
- « Témoignage sur les opérations de sauvetage », Annales, 1993  vol. 48, no 3, p. 673-678, [lire en ligne].
- Les Éclaireurs israélites de France durant la Seconde Guerre mondiale. Actes du colloque tenu à Paris le 19 janvier 1997, Revue d'histoire de la Shoah, Paris, no 161, 1997, p. 63-66.
- Journal de Rivesaltes, Zoé, 1993[25]